# Ali-Bayramly (ort i Azerbajdzjan, Goygol Rayon)
Ali-Bayramly (azerbajdzjanska: Mollacəlilli) är en ort i Azerbajdzjan.   Den ligger i distriktet Xanlar Rayonu, i den centrala delen av landet, 300 kilometer väster om huvudstaden Baku. Ali-Bayramly ligger 607 meter över havet och antalet invånare är 1 805.
Terrängen runt Ali-Bayramly är kuperad åt sydost, men åt nordväst är den platt. Terrängen runt Ali-Bayramly sluttar norrut. Runt Ali-Bayramly är det ganska tätbefolkat, med 52 invånare per kvadratkilometer.. Närmaste större samhälle är Ganja, 10,1 kilometer norr om Ali-Bayramly.
Trakten runt Ali-Bayramly består i huvudsak av gräsmarker.